# Khvodrowgān
Khvodrowgān (persiska: خدروگن, خُود رُو, خُود رُوگان, خودروگان) är en ort i Iran.   Den ligger i provinsen Hormozgan, i den sydöstra delen av landet, 1 000 km sydost om huvudstaden Teheran. Khvodrowgān ligger 492 meter över havet och antalet invånare är 122.
Terrängen runt Khvodrowgān är platt åt nordväst, men åt sydost är den kuperad. Runt Khvodrowgān är det ganska glesbefolkat, med 28 invånare per kvadratkilometer. Närmaste större samhälle är Chīromābād, 3,4 km norr om Khvodrowgān. Trakten runt Khvodrowgān är ofruktbar med lite eller ingen växtlighet.